# Zulu (cantante)
Miguel Ángel Ruiz Orbegoso (Lima, 22 de febrero de 1951), conocido artísticamente como Zulu, es un cantante, compositor, músico, escritor y conferencista peruano. Formó parte de varias bandas de música rock como Flushing Choice, Los Shain's y Traffic Sound. Fue «uno de los músicos más prolíficos y creativos del país».
En la década de 1960 formó parte de las bandas de rock Flushing Choice y Los Shain's. A comienzos de la década de 1970 pasó a formar parte del grupo Traffic Sound donde permaneció activo hasta su disolución. En 1974 continuó su carrera como solista y lanzó al mercado un LP titulado Zulu (1974), el cual fue grabado y editado por la compañía discográfica Industrias Eléctricas y Musicales Peruanas S. A. (Iempsa).
Durante su período como artista sus canciones fueron bien recibidas por el público en general, además su música era «escuchada en gran parte de América Latina y el mercado latino en Nueva York». Permaneció alejado de los escenarios musicales por muchos años y se dedicó a trabajar como escritor, conferencista, entrenador en técnica de ventas, oratoria y relaciones humanas. Es miembro de varias organizaciones e instituciones educativas en Perú y editor de la revista Venda.
En la década de 2010, Traffic Sound realizó varias presentaciones que incluyeron a Zulu, en el Teatro Peruano Japonés y el Gran Teatro Nacional del Perú.

## Historia
Miguel Ángel Ruiz Orbegoso (Zulu Makeba) nació en Lima, en 1951. Empezó desde niño cantando en el coro de su colegio y aprendió muy temprano a tocar piano y guitarra. Posteriormente, con su hermano Pedro formó la banda The Flushing Choice, tocando regularmente en la discoteca Galaxy. Luego Pico Ego Aguirre lo invitaría a tocar los teclados en conciertos y grabar con Los Shain's. 
En 1971, tras la salida de Willy Thorne de la banda Traffic Sound, fue invitado a formar parte del grupo tocando los teclados y el bajo. Participó en la grabación del LP Lux. Tras la disolución de Traffic Sound, Perico Durand, de IEMPSA, lo invitó a grabar para el sello Odeon, lanzando su primer disco 45 R.P.M. como solista. Los temas fueron "Como una escalera" y "Haces mal, pobre chico", ambos con el apoyo de la banda Cookins Morning, de los hermanos Curazao, y con el coro de su hermana, Pilar Ruiz Orbegoso, y las hermanas Malena, Nancy y Patty Calisto. Además grabó otras canciones, entre ellas, «San Isidro de mí» y «Cariño grande», también bajo la compañía discográfica Odeon.
En 1974 grabó su LP''Zulu'' con el apoyo de músicos de reconocida trayectoria. Todos los temas fueron de su autoría, excepto uno: "Sueño de amor", de su amigo Bill Morgan (Mad's), tema compuesto y grabado anteriormente en Discos El Virrey en la década del 60, en la época en que el ingeniero de sonido Gerd Nickau llegó a Perú. Billy además tocó el bajo en varias canciones del LP''Zulu'', como "Candela", "Tus Palabras" y otras. Luego de esto, aunque Zulu nunca dejó de hacer música, se retiró del ambiente profesional artístico por decisión propia, dedicándose por 41 años a dictar conferencias y al coaching en oratoria, relaciones humanas, motivación y técnica de ventas.
En octubre de 2015 reapareció nuevamente con la banda Traffic Sound en el concierto de TF en el Teatro Peruano Japonés, en Lima, Perú, también en el Gran Teatro Nacional del Perú en 2017 como parte de los 50 años de vida artística.

## Discografía
Álbumes de estudio
- Lux (1971).[9]
- Zulu (Odeón / IEMPSA 1974).[3]

Participaciones en álbumes recopilatorios
- Es Hora De Bailar (Odeon, 1973).
- Back To Peru (The Most Complete Compilation Of Peruvian Underground '64-74) (Vampi Soul, 2002).
- Back To Peru Vol II (The Most Complete Compilation Of Peruvian Underground 1964 / 1974) (Vampi Soul, 2009).
- Demoler ("Rock Peruano" 1965-1974) (Repsychled, 2010).
- Perú Maravilloso (Vintage Latin, Tropical And Cumbia) (Tiger's Milk Records, 2013).

Fuente: Discogs.
Sencillos
- "Como una escalera" / "Haces mal, pobre chico" (Odeón, IEMPSA 1973)
- "Cariño grande"/"San Isidro de mi"(Odeón / IEMPSA 1973)
- "Alegría"/"Tus palabras"(Odeón / IEMPSA 1973)
- "Candela" / "Sueño de amor" (Odeón / IEMPSA 1974)